# A Child's Impulse
A Child's Impulse è un cortometraggio muto del 1910 diretto da David W. Griffith.

## Trama
A una delle famose feste della signora Thurston partecipa una sera Raymond Hartley, ricco scapolo, che viene colpito dal fascino della bella vedova e si mette a corteggiarla. Lei, annoiata dai suoi amici intellettuali, si accende per il nuovo venuto che vuole addirittura sposarla. Gli amici di Raymond tentano di metterlo sull'avviso, ricordandogli che la signora è alla ricerca semplicemente di un flirt, ma lui non dà loro ascolto. Quando finalmente si rende conto di non essere stato altro che uno dei tanti, la delusione è cocente e Raymond decide di lasciare la città per cercare la solitudine in campagna. Qui conosce Grace, la figlia del fattore, che, con i suoi modi semplici e innocenti, gli fa dimenticare la vedova. La signora Thurston, però, ripensando al ricco Raymond, si pente di non aver accettato subito la sua proposta di matrimonio. Riesce a sapere dove si trova il suo ex corteggiatore e si reca in macchina da lui. Poi, fingendosi malata, si fa riaccompagnare in città da Raymond che lascia a Grace un biglietto di addio. La ragazza è distrutta e la sorellina si sente in dovere di andare a cercare il fuggitivo. Rompe il salvadanaio e, con i soldi risparmiati, compera un biglietto per la città. Lì, un poliziotto le indica la strada per arrivare a casa Hartley dove i domestici la indirizzano a casa della vedova. In mezzo a un ricevimento, la bambina trova Raymond e lo prega di tornare da Grace: basta che senta quella vocina innocente e tenera, e l'uomo sente la nostalgia della ragazza che ha lasciato. Prende la piccola, scansa la vedova che lo vorrebbe fermare e si precipita in campagna dal suo vero amore.

## Produzione
Prodotto dalla Biograph Company, il film fu girato nel New Jersey, a Westfield.

## Distribuzione
Distribuito dalla Biograph Company, il film - un cortometraggio in una bobina - uscì nelle sale cinematografiche statunitensi il 27 giugno 1910.